# 肉芽腫

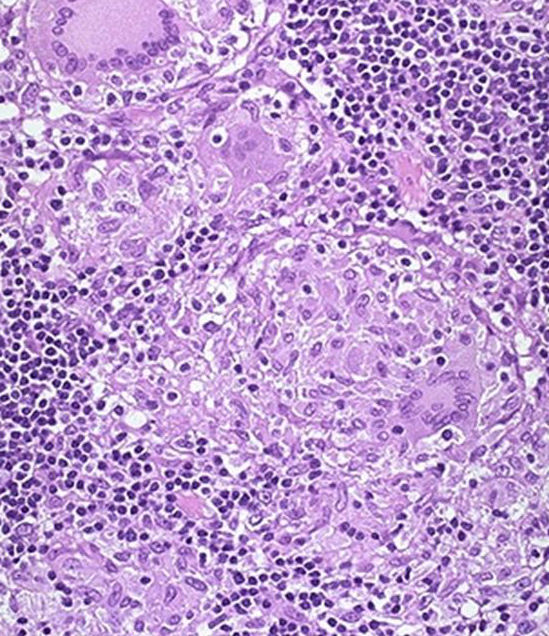
クローン病患者の非乾酪性肉芽腫（ヘマトキシリン-エオジン染色）

肉芽腫（にくげしゅ、英語: granuloma）は、炎症反応による病変のひとつであり、顕微鏡的に類上皮細胞、マクロファージ、組織球、巨細胞などの炎症細胞が集合し、この周囲をリンパ球、形質細胞と線維組織が取り囲んでいる巣状病変のことである。免疫刺激の少ない異物により惹起される異物性肉芽腫と免疫反応を引き起こす不溶性粒子により惹起される免疫性肉芽腫に分類される。
以前「にくがしゅ」と読むこともあったとされるが、現在は医学分野において「にくげしゅ」の読みが一般的である。

## 原因
生体内に異物（それは感染源をはじめとして、有害であることが多い）が入り込んだ際に、それに対する防御反応として炎症が起きる。その結果異物の有害性（生体にとって不利益な刺激）そのものをうまく弱体化できればよいが、それができない場合には、刺激を和らげるために異物を「隔離」してしまえばよい。この「隔離」によって最大の効果を得ようとする活動が肉芽腫形成である。このように異物を分解したり除去できるのか、それとも「隔離」するしかないのかは、宿主の免疫機能と異物の性質の相互関係にかかっている。十分な免疫力があれば肉芽腫は、細胞内に感染して殺すことのできない病原体を終生無症状のままコントロールすることも可能である。また肉芽腫性反応は、異物だけでなく腫瘍細胞に対しても有効なコントロールをできることがある。
肉芽腫反応を起こしうる原因は非常に多いが、ヒトの肉芽腫の原因になるものには、肝生検のデータなどからわかるものとして以下のものがある（以下の疾患あるいは物質で起こる可能性があるだけで、必ずしも普通に肉芽腫形成が起こるわけではない）。重要な疾患については後に詳述する。
- 感染症

寄生虫：住血吸虫症、内臓および皮膚リーシュマニア症、アメーバ赤痢、内臓幼虫移行症、回虫症
細菌：腸チフス、ブルセラ症、野兎病、リステリア症、エルシニア症、アクチノマイセス症、猫ひっかき病、心内膜炎、ウィップル病、ノカルジア症、腹部膿瘍
マイコバクテリウム属：結核、非定型抗酸菌症、類結核型ハンセン病
ウイルス：サイトメガロウイルス、エプスタイン・バール・ウイルス、B型インフルエンザウイルス、センダイウイルス
真菌：ヒストプラズマ症、コクシジオイデス症、ブラストミセス症、クリプトコッカス症、アスペルギルス症、カンジダ症、ニューモシスチス肺炎
その他：Q熱、鼠径リンパ肉芽腫、梅毒
- 腫瘍：ホジキン病、リンパ腫、腺癌、腎細胞癌、慢性骨髄性白血病
- 炎症：サルコイドーシス、炎症性腸疾患（クローン病、潰瘍性大腸炎）、血管炎および結合組織病（多発血管炎性肉芽腫症、結節性多発動脈炎、巨細胞性動脈炎、関節リウマチ、アレルギー性血管炎など）、過敏性肺臓炎、痛風を合併した乾癬、結節性紅斑
- 薬剤：スルホンアミド、アロプリノール、フェニルブタゾン、フェニトイン、イソニアジド、ペニシリン、メチルドーパ、ヒドララジン、プロカインアミド、ハロタン、セファレキシン、プロカルバジン、ジアゼパム、メトトレキサート、経口避妊薬
- 化学物質：デンプン、タルク、Freund完全アジュバント、ベリリウム、ジルコニウム、アルミニウム、チタン、硫酸バリウム、油（鉱物油、パラフィン、造影剤）、炭素、脂質、縫合糸、カバーガラス
- 肝胆道疾患：原発性胆汁性胆管炎、特発性肝硬変、肝炎（C型急性肝炎、慢性活動性肝炎、アルコール性肝炎）、胆管周囲炎、脂肪肝、脂肪肉芽腫

## 形成のしくみ
組織に侵入した異物や感染源あるいはそれらに起因する炎症反応の残骸は、通常は組織マクロファージや単球などの貪食細胞によって貪食、分解される。しかし感染源の中には貪食細胞そのものに感染し、細胞内で増殖するものもある。感染された貪食細胞は、活性化T細胞の放出するサイトカインによって一酸化窒素を産生し、感染した生物を殺す。また感染源を抗原提示し、これを認識した細胞傷害性T細胞 (CTL) が貪食細胞そのものを殺すこともある。
こうして貪食をしたが異物を分解できないマクロファージが類上皮細胞となる。またこれらの貪食細胞がT細胞由来のインターロイキン-4やインターフェロンγなどのサイトカインによって遊走能を抑制され、融合して巨細胞となる。線維化、瘢痕化はマクロファージ由来のインターロイキン-1などによって起こる。
感染源ではないが、多量の異物や分解不可能な異物を貪食した場合にも肉芽腫が形成されることがある。

## 肉芽腫を形成する代表的疾患

### 結核
肉芽腫は結核のもっとも特徴的な病変のひとつである。初期感染の後、完全治癒した場合は肺および肺門リンパ節の感染巣に瘢痕が見られ、これは治癒性肉芽腫と呼ばれる。また完全治癒せずに潜行感染している場合は、炎症反応が続くため、肉芽腫が成長を続ける。この肉芽腫の中心は壊死を起こして炎症反応が及ばず、結核菌が多数存在している。壊死部分はカッテージチーズ状に見えるため乾酪壊死と呼ばれ、乾酪壊死を中心に持つ肉芽腫を乾酪性肉芽腫という。進行性感染では乾酪性肉芽腫が肺全体に拡がる。
感染の初期には非特異的細胞傷害性T細胞 (CTL) のみが活性化しているが、感染が長引くと主要組織適合抗原 (MHC) クラスIの抗原提示による特異的CTLの活性化とMHCクラスIIの抗原提示による遅延型過敏反応型T細胞（Th1細胞）がともに活性化される。活性化CTLは感染したマクロファージを殺し、これによって肉芽腫中心の壊死が起こる。Th1細胞はリンホカインの分泌を行ってさらにマクロファージを活性化し、結核菌を貪食、分解して感染が拡がるのを防ぐ。しかしマクロファージの活性化が弱いと、浸潤してきたマクロファージがさらに感染してしまい、結果的に肉芽腫ができることになる。

### ハンセン病
ハンセン病の臨床像は、被感染者の免疫反応の強さによって異なっている。細胞性免疫による遅延型過敏反応があると潜行感染（T型、類結核型）となり、抗体産生が行われると進行性感染（L型、らい腫型）となる。少菌型（PB型）では類上皮細胞性肉芽腫に、多菌型（MB型）では組織球性肉芽腫となる。

### 肉芽腫性血管炎
血管炎は、肉芽腫形成を含むさまざまな炎症反応を起こすが、その詳しい原因は不明であり、また結節性多発動脈炎のように肉芽腫をほとんど形成しないものから、好酸球性肉芽腫症のように肉芽腫病変が主な病変となるものまで、さまざまである。好酸球性多発血管炎性肉芽腫症は壊死性血管炎、血管壁および血管外肉芽腫性病変、好酸球増加と組織への好酸球浸潤、気管支喘息からなる疾患であるが、このような病変を合併するのは、単一の抗原に対してさまざまな免疫反応（免疫複合体反応、アナフィラキシー反応、肉芽腫形成反応といった）が起こっていることが示唆される。

## 注
1. ↑  “皮膚病理組織学用語ーにくげ”.   日本皮膚病理組織学. 2023年3月30日閲覧。
2. ↑  Murray (1999)
3. ↑  三田村忠行 (1999)。
4. ↑  山木戸道郎 (1999)。
5. ↑  Sell, Stewart & Wisecarver, James L. (1996), p.585